# Reclavaspis evexa
Reclavaspis evexa är en insektsart som först beskrevs av Brimblecombe 1959.  Reclavaspis evexa ingår i släktet Reclavaspis och familjen pansarsköldlöss. Inga underarter finns listade i Catalogue of Life.